# NGC 6855
NGC 6855 este o galaxie situată în constelația Telescopul. A fost descoperită în 10 iulie 1834 de către John Herschel. Se află la o distanță de 62,85 de megaparseci de Pământ.